# Zvezdel
Zvezdel (Bulgaars: Звездел, Turks: Güren) is een dorp in Bulgarije,  gelegen in de gemeente Momtsjilgrad in de oblast  Kardzjali.

## Geografie
Het dorp Zvezdel ligt in een bergachtig gebied in de oostelijke Rodopen. De wegen naar de steden Ivaïlovgrad (70 km), Kroemovgrad (15 km), Momtsjilgrad (15 km) en Kardzjali (30 km) lopen door het dorp.  
De dorpen Tokatsjka en Tichomir zijn gemakkelijk bereikbaar via Zvezdel. Verder leidt een asfaltweg naar het dorp Nanovitsa (12 km) en de stuwdam "Studen Kladenets" (20 km).

## Bevolking
De bevolking van het dorp Zvezdel bestond in 1934 uit 371 personen. In 1985 bereikte het inwonersaantal een maximum met 1.110 personen. Daarna is de bevolking afgenomen tot 726 personen in 1992, 490 personen in 2001 en 462 personen in december 2019.
Van de 491 inwoners in 2011 reageerden er 465 op de optionele volkstelling. Van deze 465 respondenten identificeerden 457 personen zichzelf als etnische Bulgaarse Turken (98,3%), terwijl 8 personen ondefinieerbaar waren (1,7%).

## Economie
Het belangrijkste levensonderhoud van de bevolking is de tabaksteelt, landbouw en veeteelt. In het verleden gingen de dorpslieden naar de stad Komotini om op de markten daar handgemaakte sigaretten te verkopen.
In 1950 werd de mijn van Zvezdel geopend, die decennialang in het levensonderhoud van veel inwoners in de regio zorgde. De mijn werd gesloten in de periode 2000-2005.